# 金茂大厦
金茂大厦又稱金茂大樓，位于中華人民共和國上海市浦东新区黄浦江畔的陆家嘴金融贸易区，樓高420.5米，是上海第三高的摩天大樓、中國大陸第10高樓（截至2015年）。大廈於1994年開工，1999年建成，建成时为中国第一高楼，世界第三。全楼在地上共88層，再加上尖塔的樓層共有93層，地下则3層，全部的面积为27萬8707平方米。楼中有130部電梯與555間客房。该大厦是上海的一座地標，是集现代化办公楼、五星级酒店、会展中心、娱乐、商场等设施于一体，融汇中國塔型風格與西方建筑技术的多功能型摩天大楼。它由美国芝加哥SOM设计事务所的前任设计合伙人亚德里安·史密斯（Adrian Smith）设计。金茂大厦由金茂集团拥有。该楼日常维护费用为每日100万人民币。

## 興建历史
1992年12月17日獲中华人民共和国国务院批准立项。1994年5月10日开始动工。1997年8月28日结构封顶。1999年3月18日开张营业。1999年8月28日全面营业。

## 楼层布局
- 第3至第50层为办公室（15及30樓為避火層）。
- 第51、52层是机械和电子设备室，不开放。
- 第53至第87层為酒店中庭，高達152米，直徑27米，環繞中庭為金茂君悦大酒店。
- 第56层有一个餐厅和一个中空的咖啡厅，仰头可以看到酒店中庭31个楼层的所有环行走道和555間客房。
- 第86层是酒店会员俱乐部，只允许会员进入。
- 第87层是露天开放式饭店。
- 第88层是一个能够容纳1,000人的观景台，樓面高達340.1米，面積1520平方米。
- 地下室有3层，设有993个泊车位的停车场，1000辆自行车库。[5]

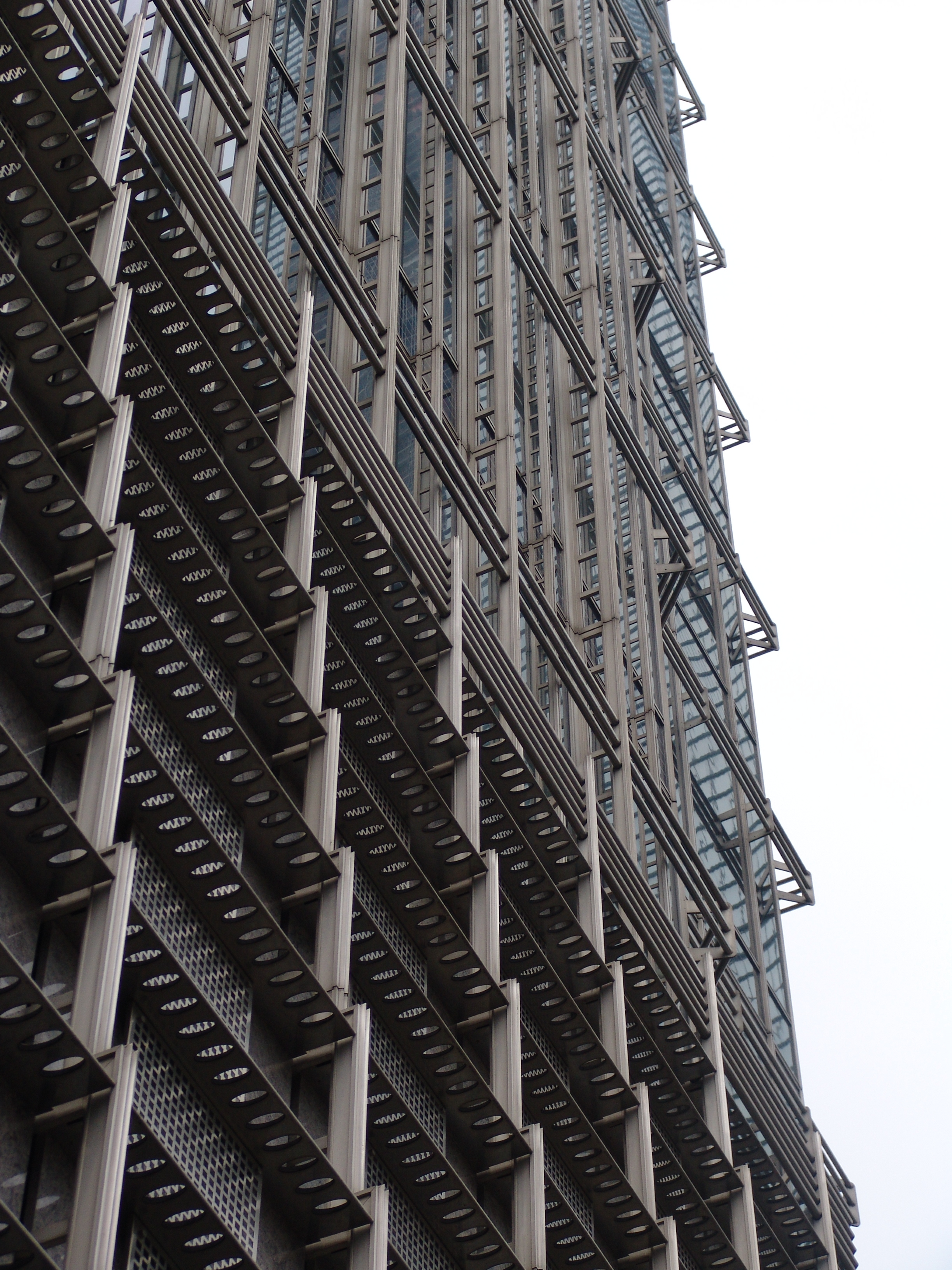
铝合金管制成的格子包层

| 樓層 | 設施／承租戶 |
| 頂部 | 頂部 |
| ---- | --- |
| 89   | 機電層、尖冠鋼桁架 |
| 88   | 觀景台、「金茂雲中漫步」空中步道 |
| 87   | 九重天酒吧 |
| 86   | 金茂俱樂部上海菜餐館 |
| 85   | 金茂凱悅大酒店客房 |
| 84   | 金茂凱悅大酒店客房 |
| 83   | 金茂凱悅大酒店客房 |
| 82   | 金茂凱悅大酒店客房 |
| 81   | 金茂凱悅大酒店客房 |
| 80   | 金茂凱悅大酒店客房 |
| 79   | 金茂凱悅大酒店客房 |
| 78   | 金茂凱悅大酒店客房 |
| 77   | 金茂凱悅大酒店客房 |
| 76   | 金茂凱悅大酒店客房 |
| 75   | 金茂凱悅大酒店客房 |
| 74   | 金茂凱悅大酒店客房 |
| 73   | 金茂凱悅大酒店客房 |
| 72   | 金茂凱悅大酒店客房 |
| 71   | 金茂凱悅大酒店客房 |
| 70   | 金茂凱悅大酒店客房 |
| 69   | 金茂凱悅大酒店客房 |
| 68   | 金茂凱悅大酒店客房 |
| 67   | 金茂凱悅大酒店客房 |
| 66   | 金茂凱悅大酒店客房 |
| 65   | 金茂凱悅大酒店客房 |
| 64   | 金茂凱悅大酒店客房 |
| 63   | 金茂凱悅大酒店客房 |
| 62   | 金茂凱悅大酒店客房 |
| 61   | 金茂凱悅大酒店客房 |
| 60   | 金茂凱悅大酒店客房 |
| 59   | 金茂凱悅大酒店客房 |
| 58   | 金茂凱悅大酒店客房 |
| 57   | 游泳池 |
| 56   | 天庭酒吧、燒烤、意廬及日珍餐廳 |
| 55   | 粵珍軒、咖啡廳（自助餐）餐廳 |
| 54   | 金茂凱悅大酒店大堂、商務中心 |
| 53   | 鋼琴吧餐廳 |
| 52   | 機電層 |
| 51   | 機電層 |
| 50   | 三井住友信託銀行 |
| 49   | 富而德律師事務所 |
| 48   | 法國興業銀行（4801室） |
| 47   | 上海艾实莫投资管理咨询有限公司 |
| 46   | 辦公樓層 |
| 45   | 辦公樓層 |
| 44   | 上海世茂营销策划有限公司（4406室）、大垣共立银行（4406A室） |
| 43   | |
| 42   | 怡安集團 |
| 41   | 怡安集團 |
| 40   | 辦公樓層 |
| 39   | 德累斯頓銀行、上海浩富浩信企业咨询有限公司（3903室）、 埃仑（上海）投资咨询有限公司（3905室） |
| 38   | WSGR律師事務所、今之本投资咨询（上海）有限公司（3808室） |
| 37   | 康柏（中国）投资有限公司 |
| 36   | 海爾紐約人壽保險有限公司（3601室） |
| 35   | 華泰保險、遠東宏信業務運作中心（3502室） |
| 34   | 辦公樓層 |
| 33   | 辦公樓層 |
| 32   | 上海宏金設備工程有限公司、華融國際信託有限責任公司（3205室） |
| 31   | 雷格斯分租辦公空間（包括倫敦證券交易所上海辦事處（3127室）） |
| 30M  | 避火層 |
| 30   | 華美銀行 |
| 29   | 加拿大豐業銀行（2904室） |
| 28   | 元達律師事務所 |
| 27   | 辦公樓層 |
| 26   | 廣東雪松控股集團 |
| 25   | 上海绿庭投资控股集团股份有限公司（2501室） |
| 24   | 意大利裕信銀行（2401室） |
| 23   | Ashurst律師事務所（2301室）、汇衡律师事务所（2302室）、安利科技（上海）有限公司（2303室）、北京市天元律师事务所（2305室）、贝恩投资顾问中国有限公司（2306室）、虹桥律师事务所（2307室）、法合联合律师事务所（2308室） |
| 22   | 辦公樓層 |
| 21   | 中正英帛（上海）投資管理有限公司 |
| 20   | 美信银行（2006室） |
| 19   | 辦公樓層 |
| 18   | 金誠同達律師事務所 |
| 17   | 大連銀行（1704室）、上海傲兴国际船舶管理有限公司（1706室） |
| 16   | 貝克·麥堅時律師事務所（1601室）、博礼祈律师事务所（1606室） |
| 15   | 避火層 |
| 14   | 開泰銀行（1402室）、Fragomen律師事務所（1408室） |
| 13   | 辦公樓層 |
| 12   | 西班牙駐上海總領事館（1201室） |
| 11   | 通用汽車 |
| 10   | 通用汽車 |
| 9    | 辦公樓層 |
| 8    | 金茂集團、大廈管業處 |
| 7    | 上海金茂物业管理有限公司、中意人壽（702室）、金茂錦江汽車服務（703室） |
| 6    | 中宏人壽保險 |
| 5    | 辦公樓層 |
| 4    | 伊藤忠商事 |
| 3    | 辦公樓層 |
| 2    | 大堂中空部分 |
| 1    | 辦公大堂、酒店大堂、中國建設銀行金茂支行、中國銀行金茂分行、上落客區 |
| B1   | 停車場、貨物起卸區、88层观光厅售票处、上海地铁二号线入口 |
| B2   | 停車場、機電層 |
| B3   | 停車場、機電層 |

## 電梯配置
本大樓採用三菱電機生產的升降機，配置如下：
- P1-P3（3部來往3/F-6/F之辦公電梯）：1、3-6
- P4-P9（6部來往7/F-17/F之辦公電梯）：1、7-17
- P10-P15（6部來往18/F-29/F之辦公電梯）：1、18-29
- P16-P21（6部來往30/F-40/F之辦公電梯）：1、30-40
- P22-P26（5部來往41/F-50/F之辦公電梯）：1、41-50
- P27-P32（6部來往酒店大堂之穿梭電梯）：1、2、54
- P33-P34（2部來往觀景台之穿梭電梯）：B1、88
- P35-P37（3部停車場專用電梯）：B3-2
- S38（1部塔顶專用之服務電梯）：88-92
- SF39-SF40（2部辦公專用之消防及服務電梯）：B2-1、3-51
- S41（1部酒店專用之服務電梯）：B1-2、53
- S42（1部酒店專用之服務電梯）：B1-2、2M、53
- P43-P48（6部來往酒店客房之電梯）：54-85
- S49（1部酒店员工專用之電梯）：53-88
- SF50-SF51（2部酒店專用之消防及服務電梯）：51-88
- P52-P53（2部來往酒店配套設施之電梯）：53-56
- P54-P55（2部來往酒店配套設施之電梯）：85-87
- P56-P57（2部購物中心專用電梯）：B1、1、2M、3-6
- SF58-SF59（2部購物中心專用之消防及服務電梯）：B1-6
- S60（1部購物中心專用之服務電梯）：B1-2
- S62（1部購物中心專用之服務電梯）：B1、1

## 交通
- 上海轨道交通：2号线、14号线陆家嘴站

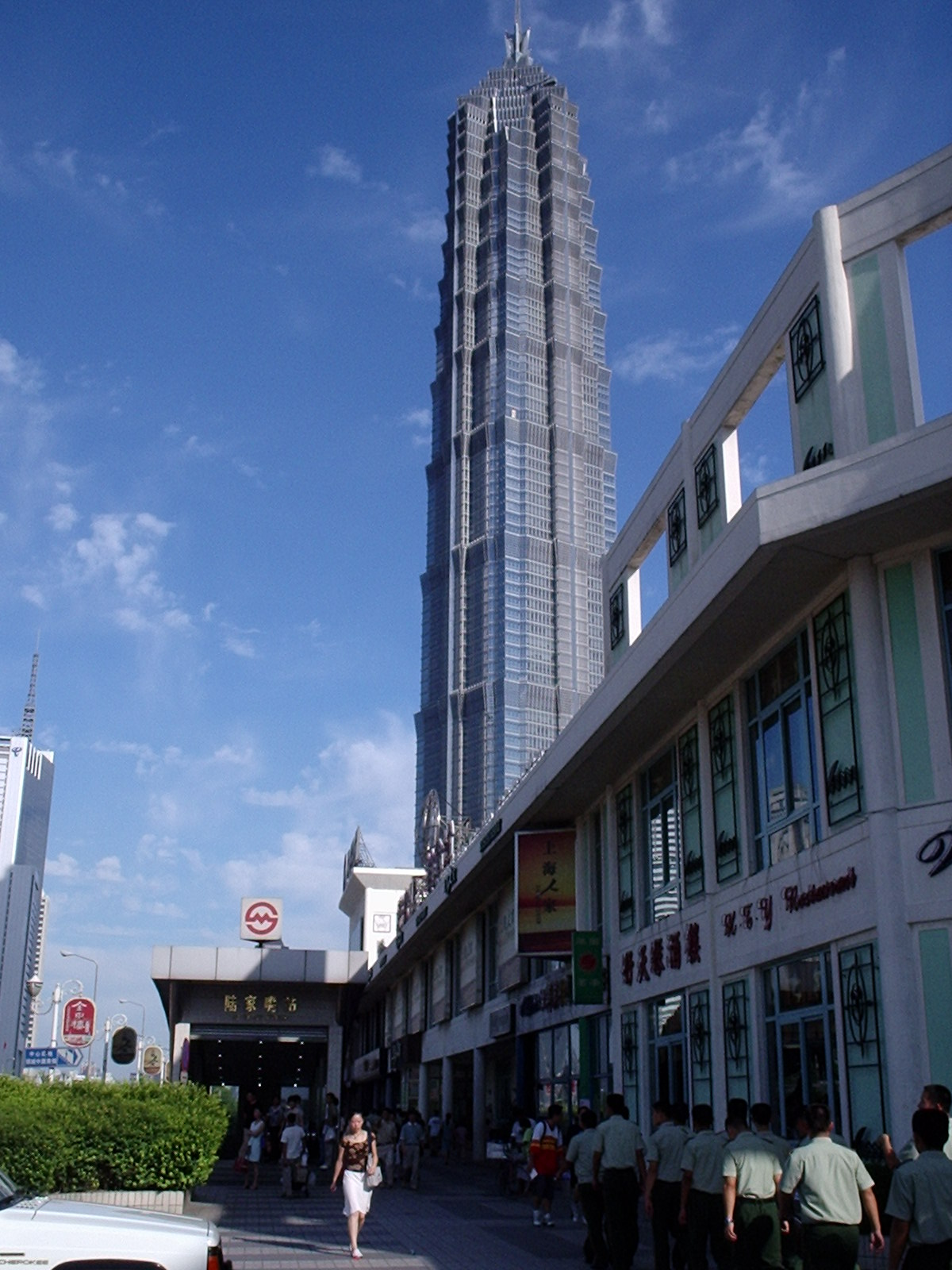
金茂大厦与陆家嘴站

- 上海公交：81、82、85、314、583、774、795、798、799、870、961、971、985、992、993、996、陆家嘴旅游环线、陆家嘴金融城1路、蔡陆专线

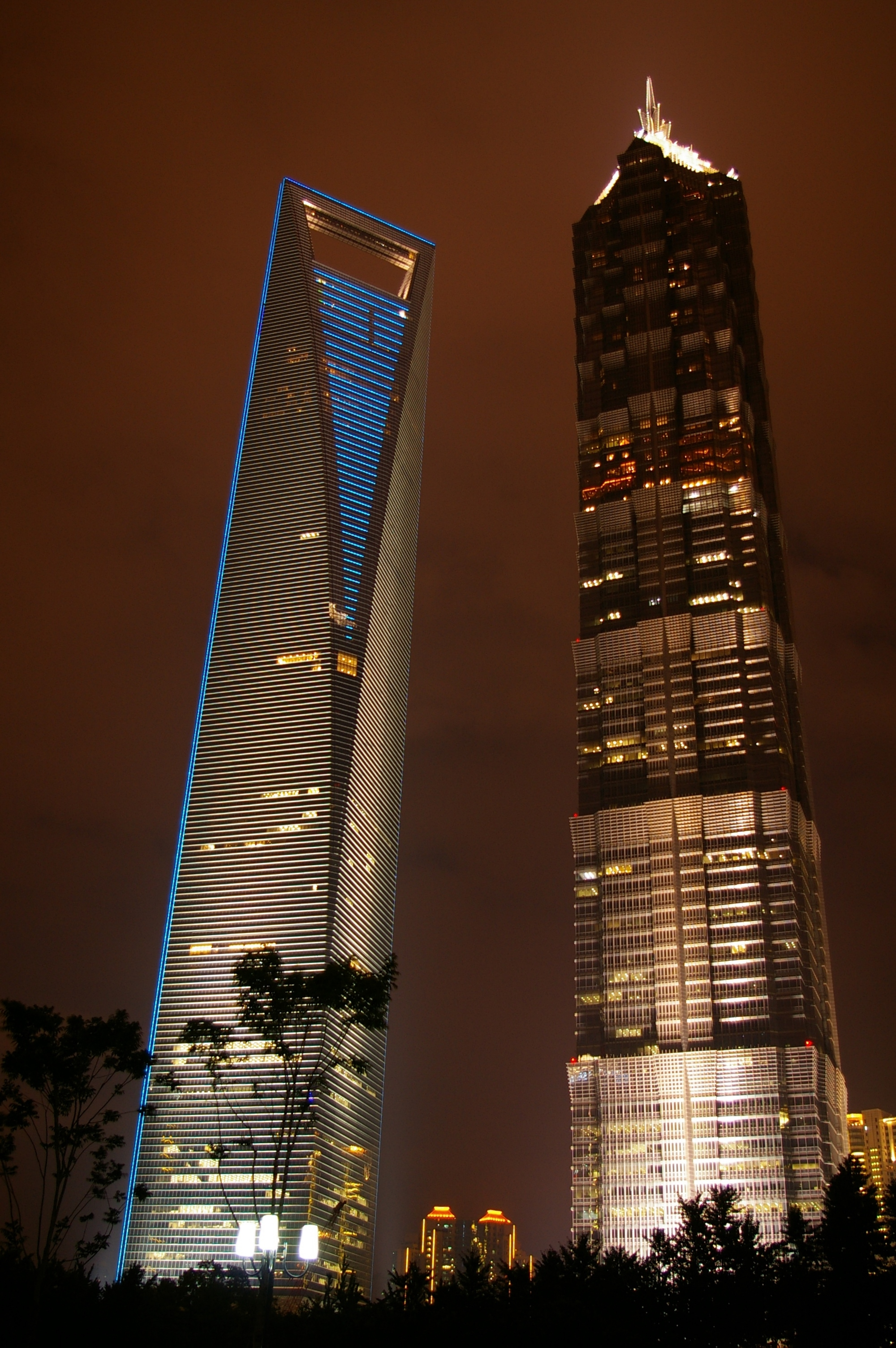
金茂大厦（右）与上海环球金融中心（左）

## 爬楼事件
2001年2月18日北京时间下午3时15分，安徽男子韩奇志从金茂大厦4号门正面外墙攀爬大厦，在爬过88层主楼后，被警方救下，后被警方处以15天治安拘留。随后，金茂大厦出台防护措施，加强安保，防止有人爬楼。。
2003年10月下午4时许，辽宁男子王欢用时约一小时，徒手攀爬至金茂88层的观光平台。
2005年4月25日凌晨4时05分，一名贵州籍男子攀爬大厦至86层时被消防人员救下，警方将其拘留15天。
2007年5月31日，法国男子罗伯特·阿兰·菲力浦（Robert Alain Philippe）穿着像“蜘蛛侠”的衣服爬金茂大厦。他于北京时间14时20分许从金茂大厦６号门攀爬至联廊屋顶，而后开始攀爬金茂大厦主楼，并未通知有关部门及金茂大厦的管理人员。爬至88层后，他反身向下攀爬。16时许，安全抵达二楼平台。后被民警劝下并被带至陆家嘴治安派出所。他的攀爬行为造成了周边大量人员围观和车辆的拥堵，金茂大厦88层观光厅也因此紧急关闭。阿兰·罗伯特其后被警方处以行政拘留5天，并依法缩短其在华停留期限，限期出境。

### 外景

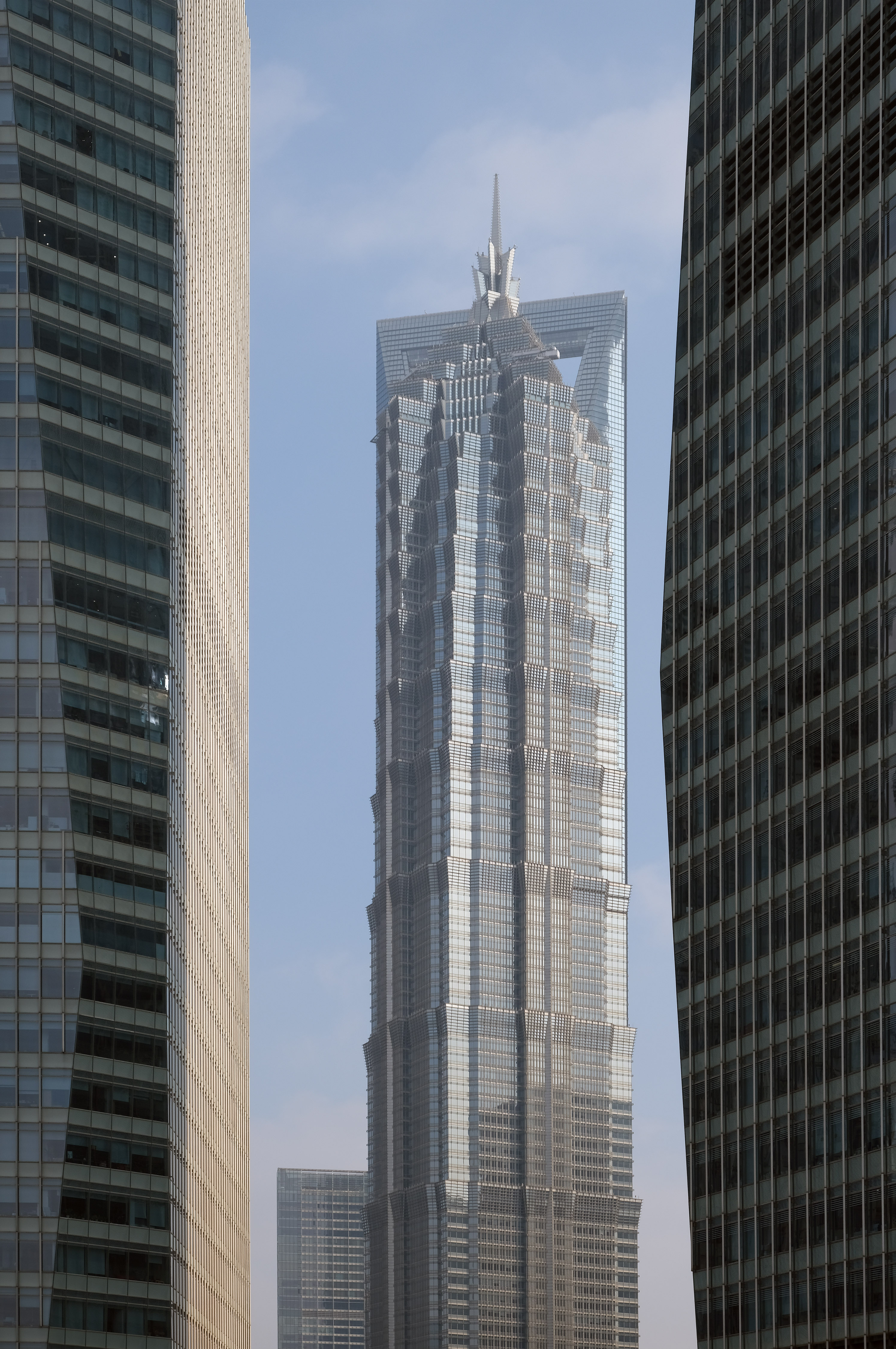
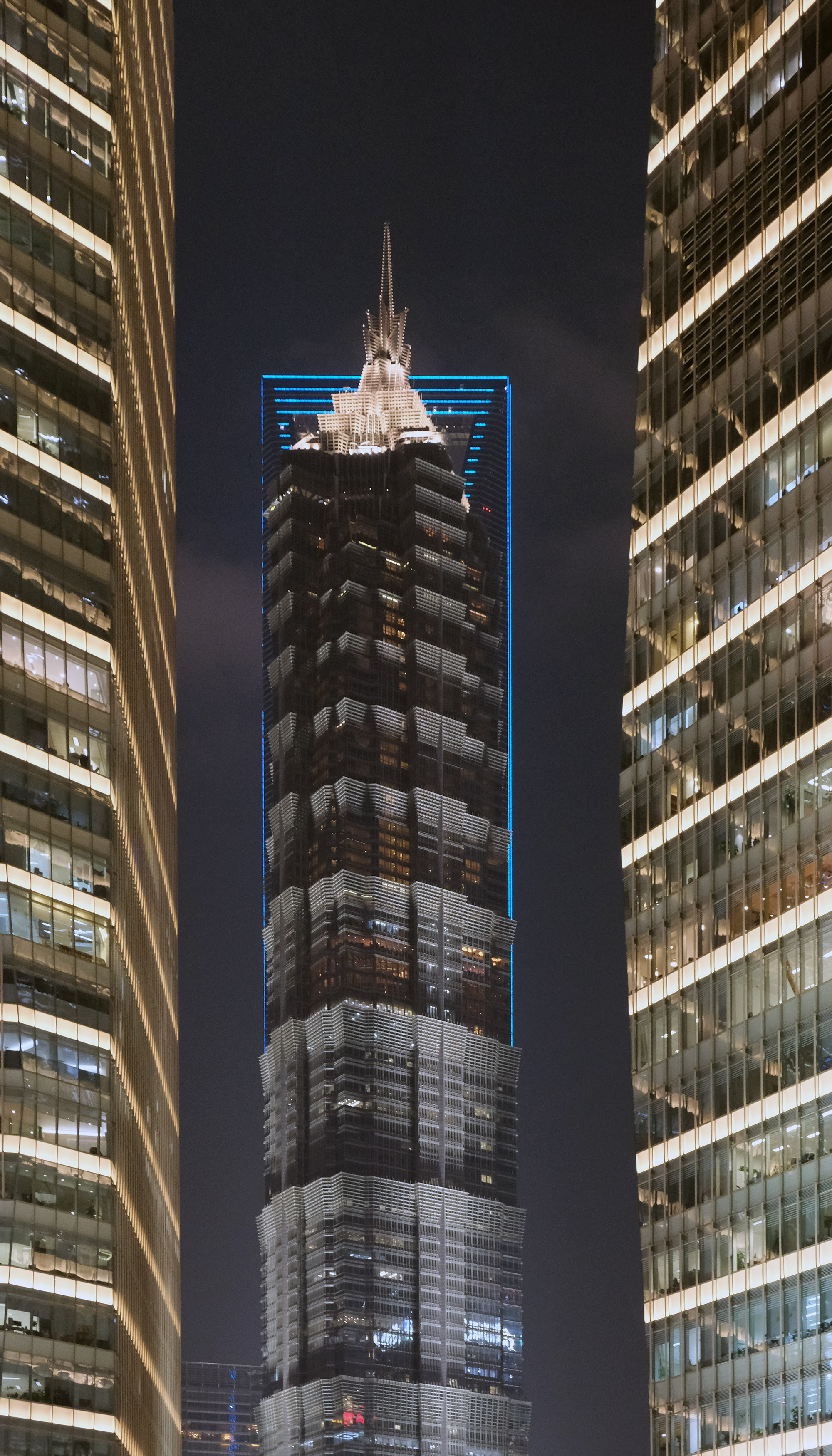
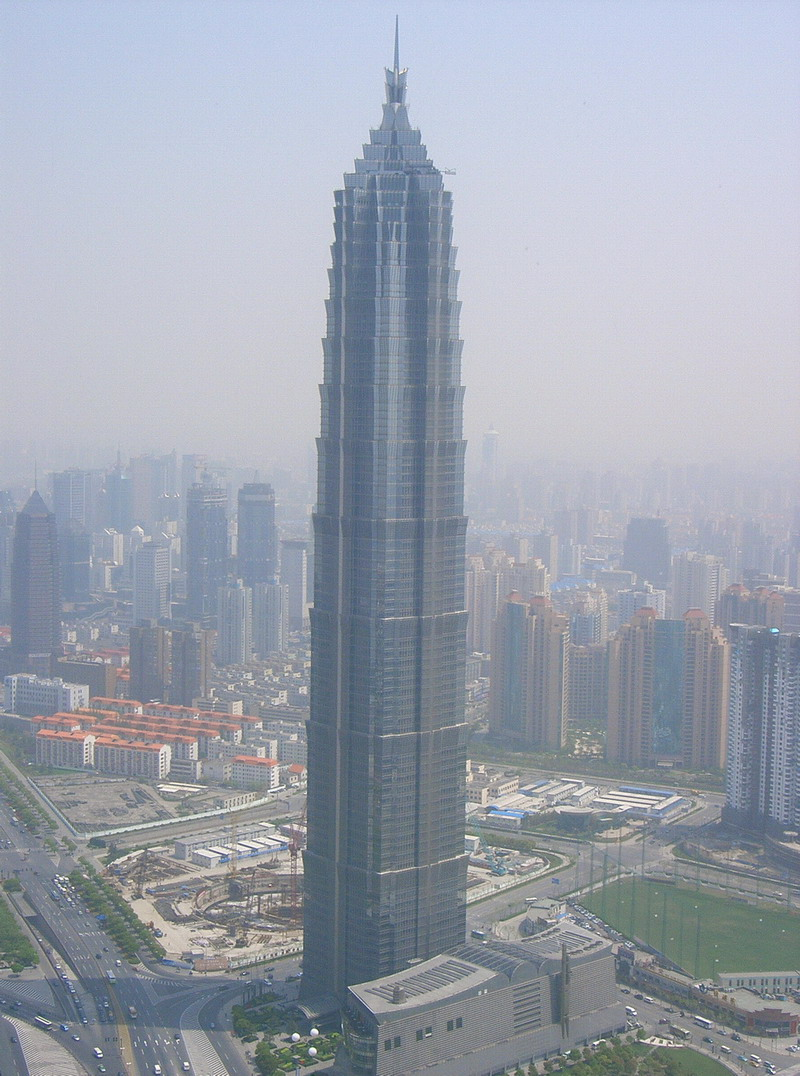
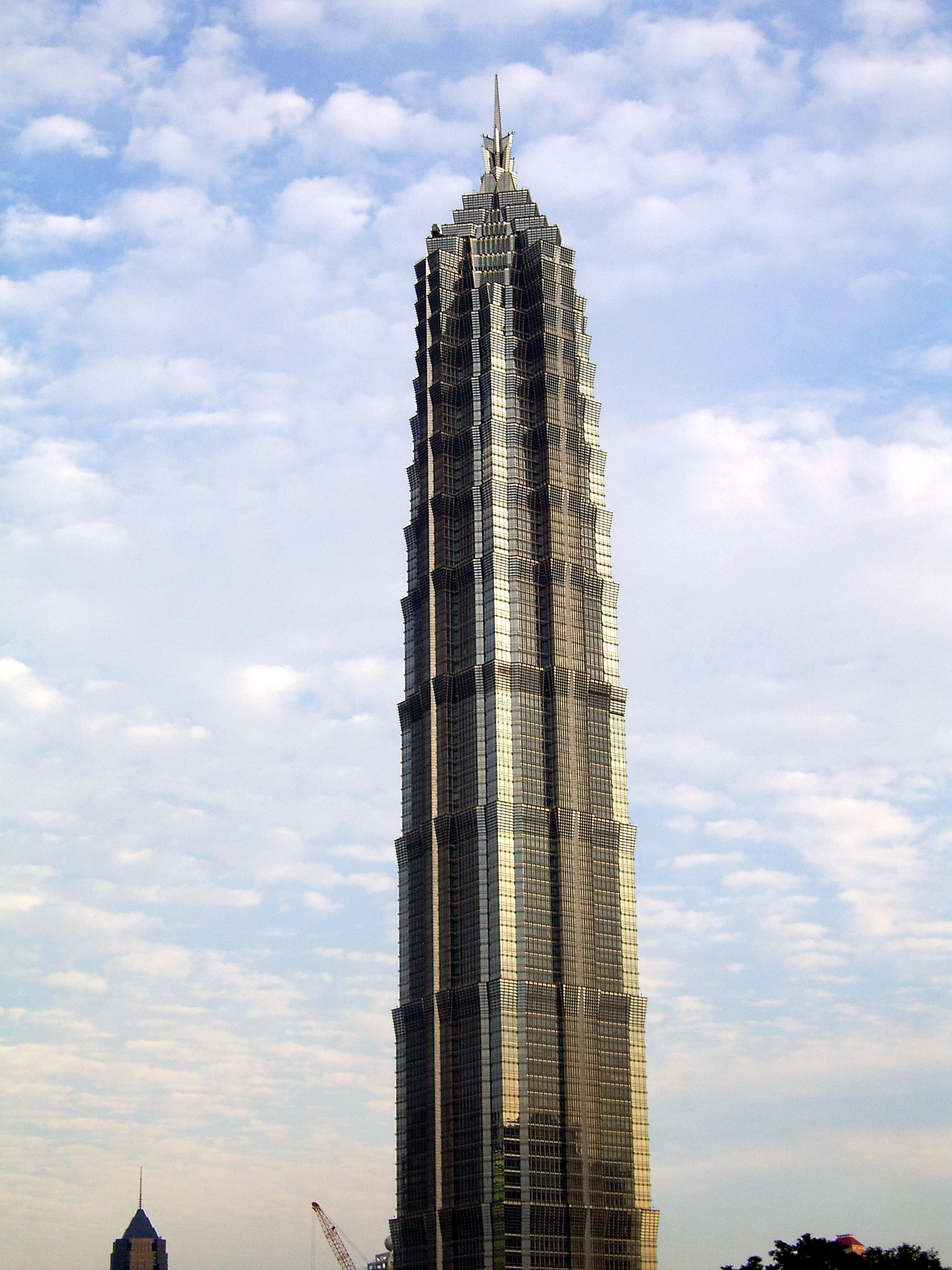
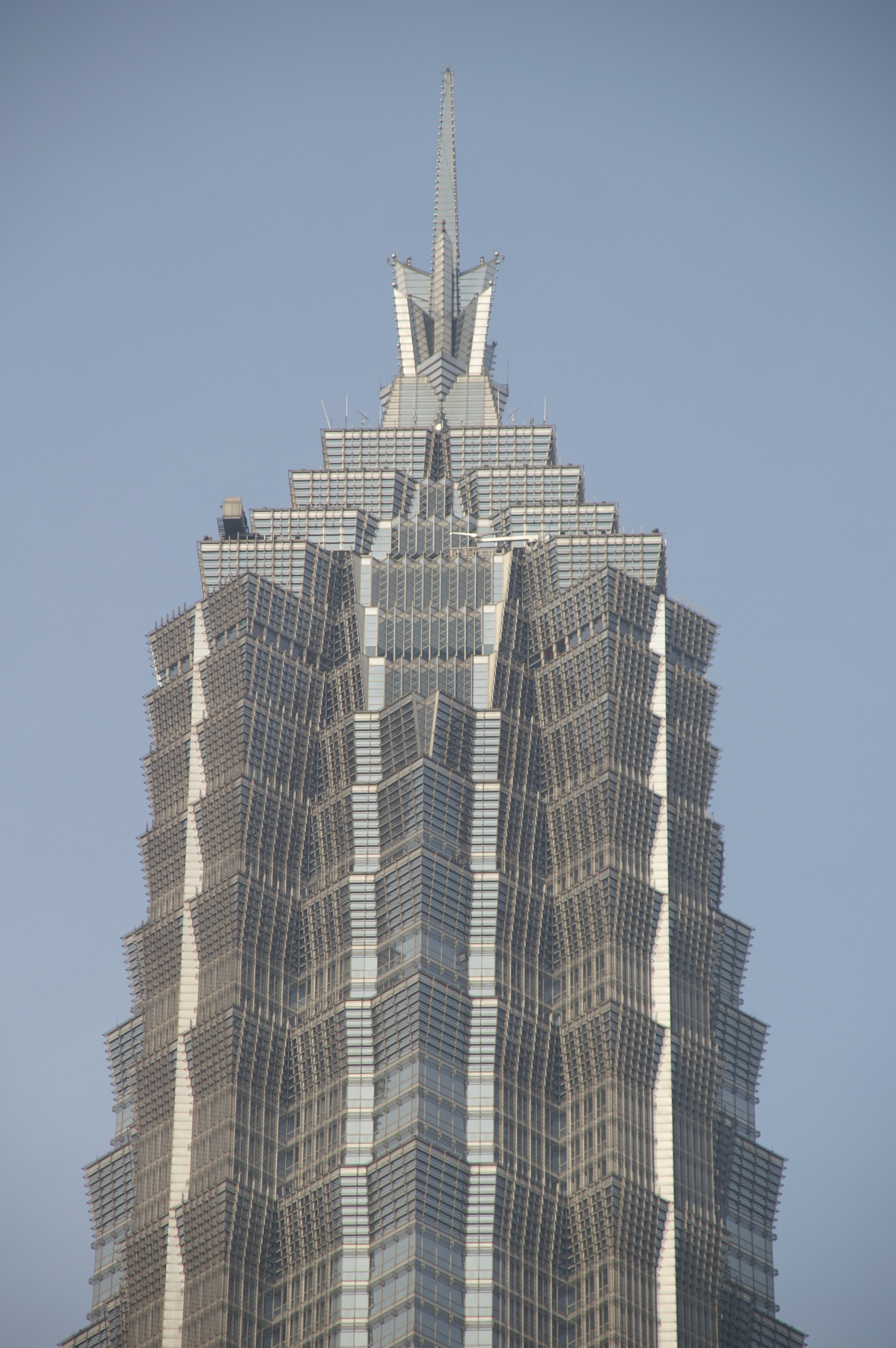
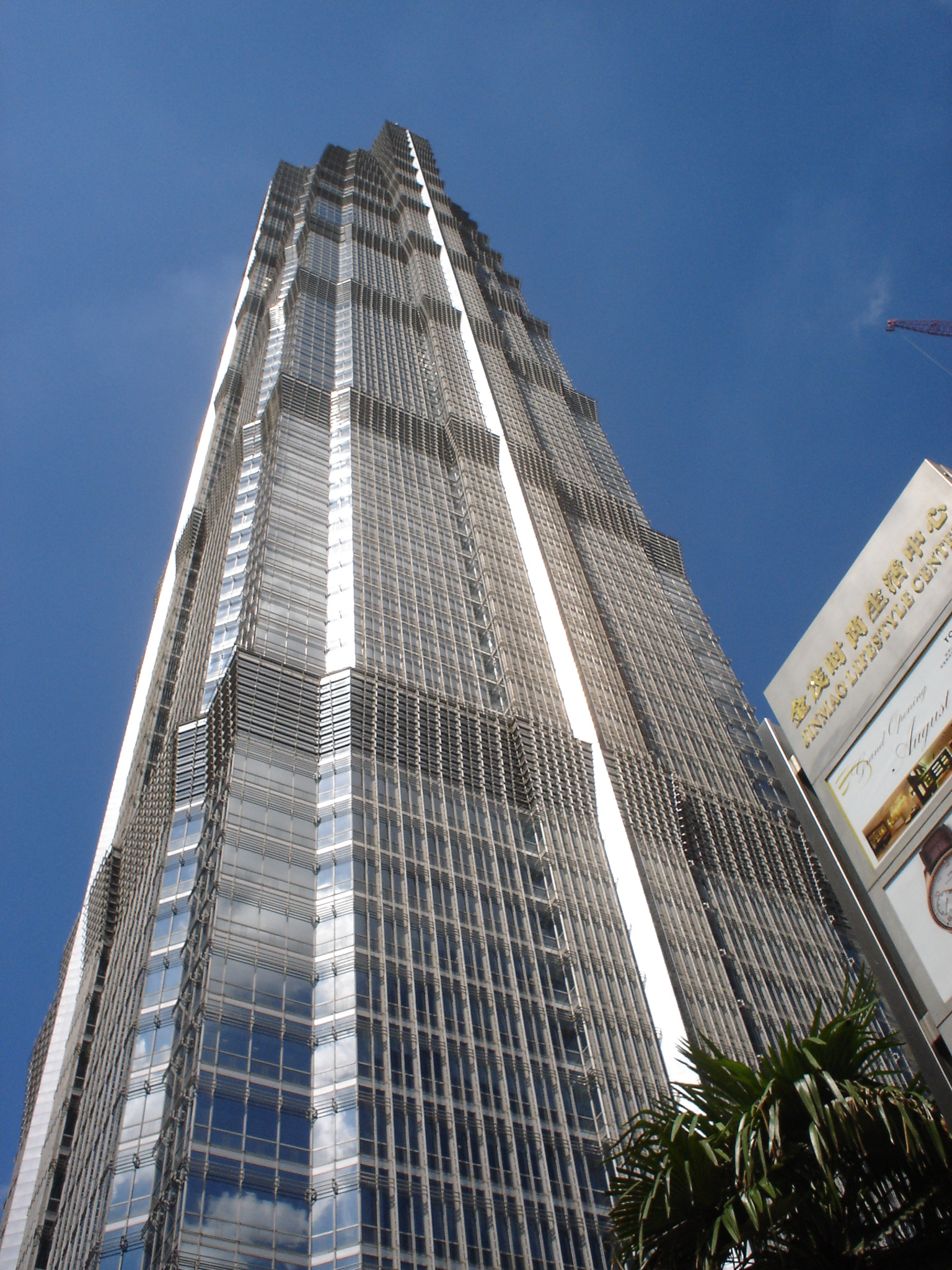
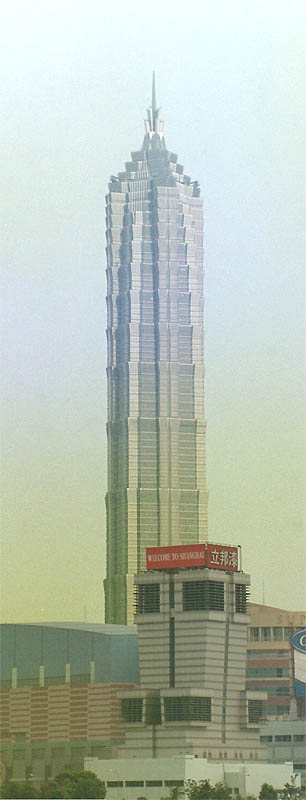
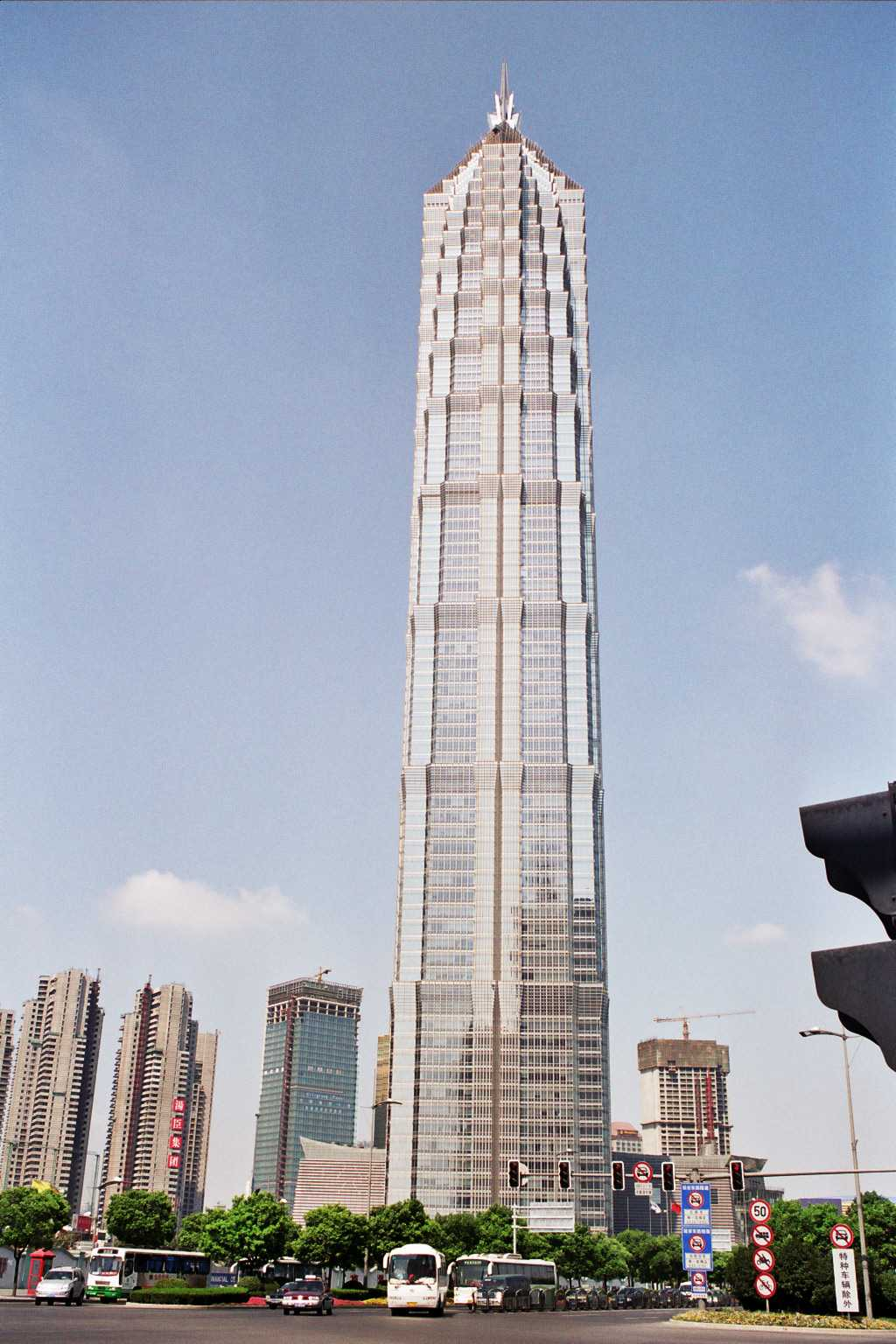
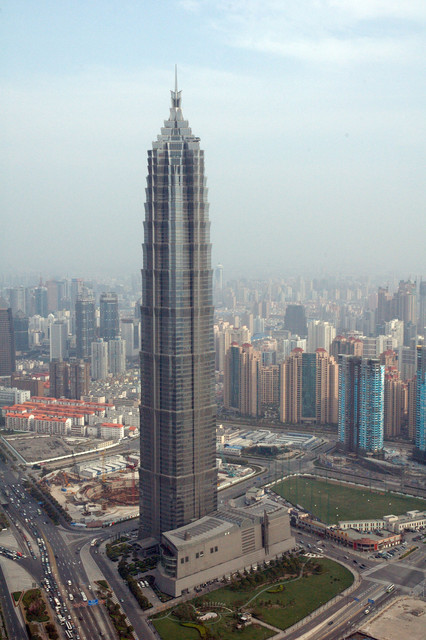
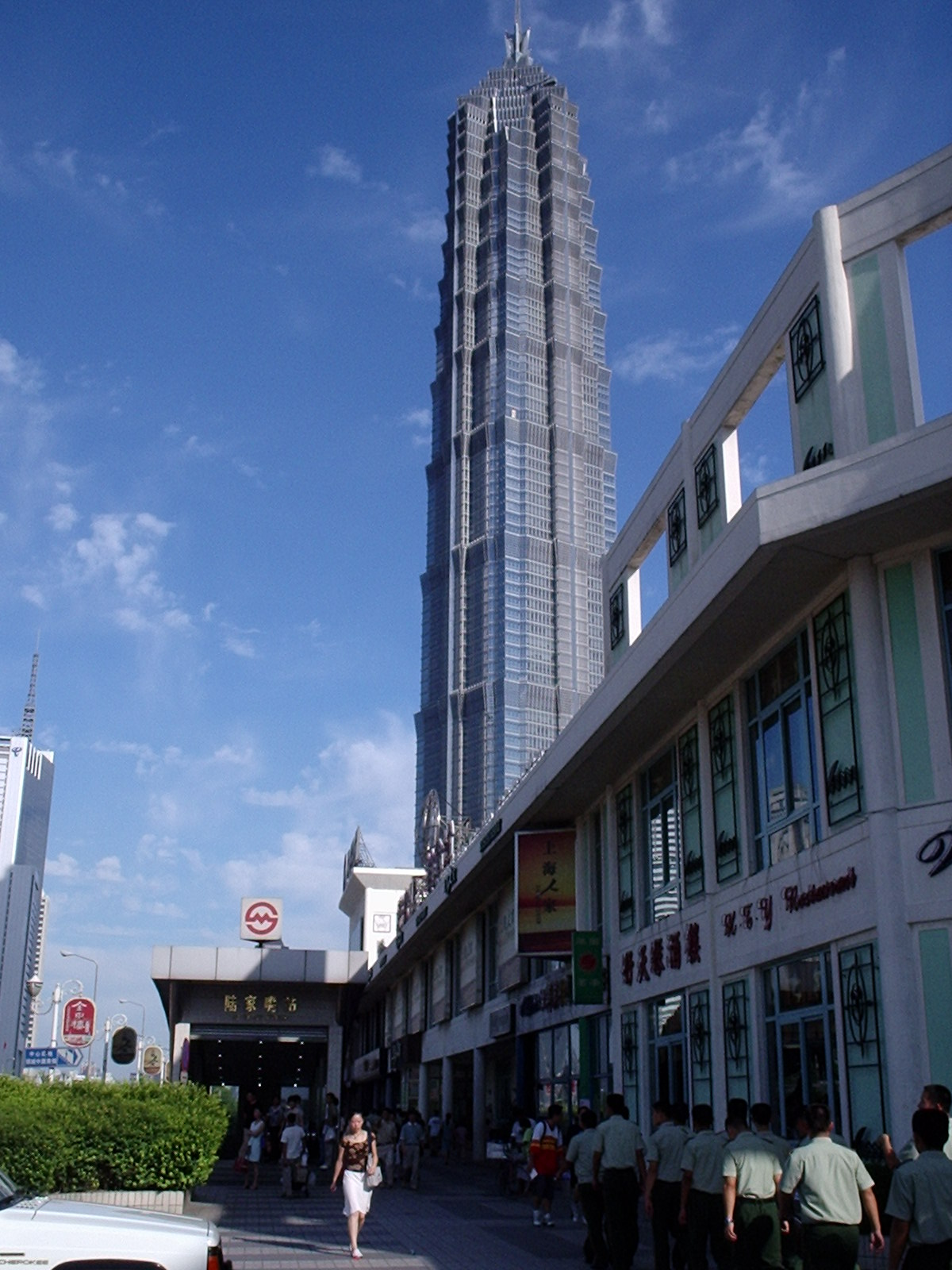
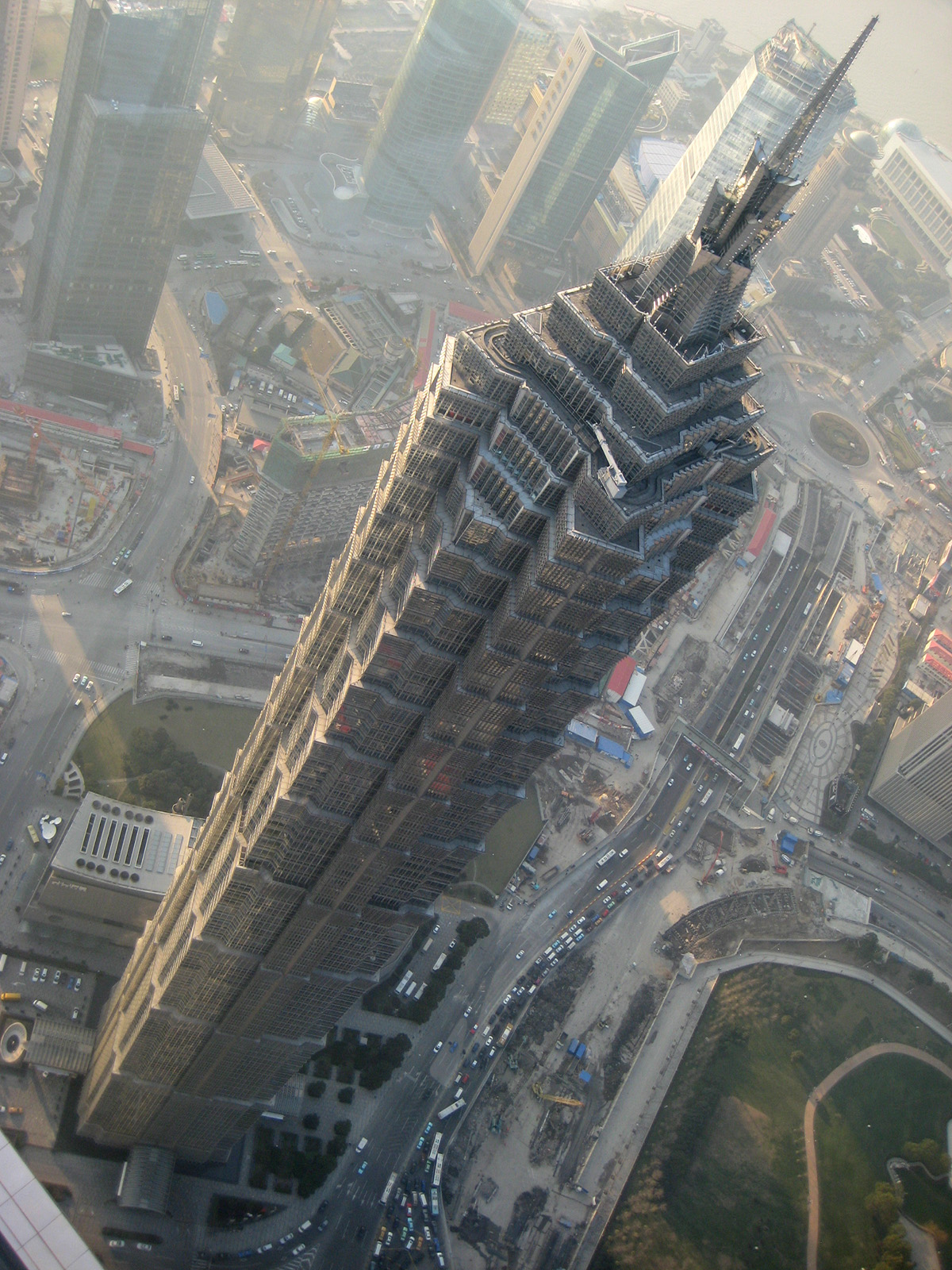

### 内景

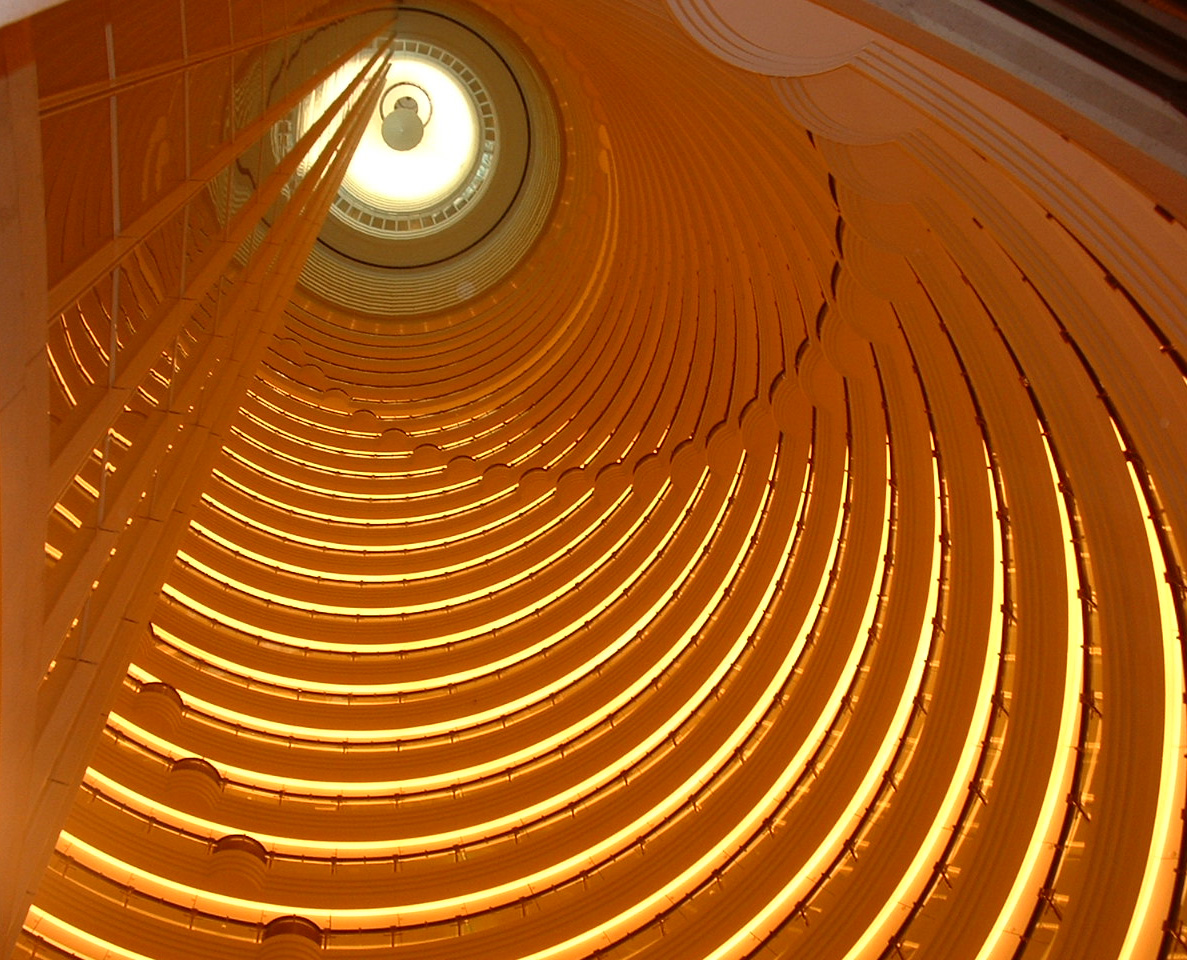
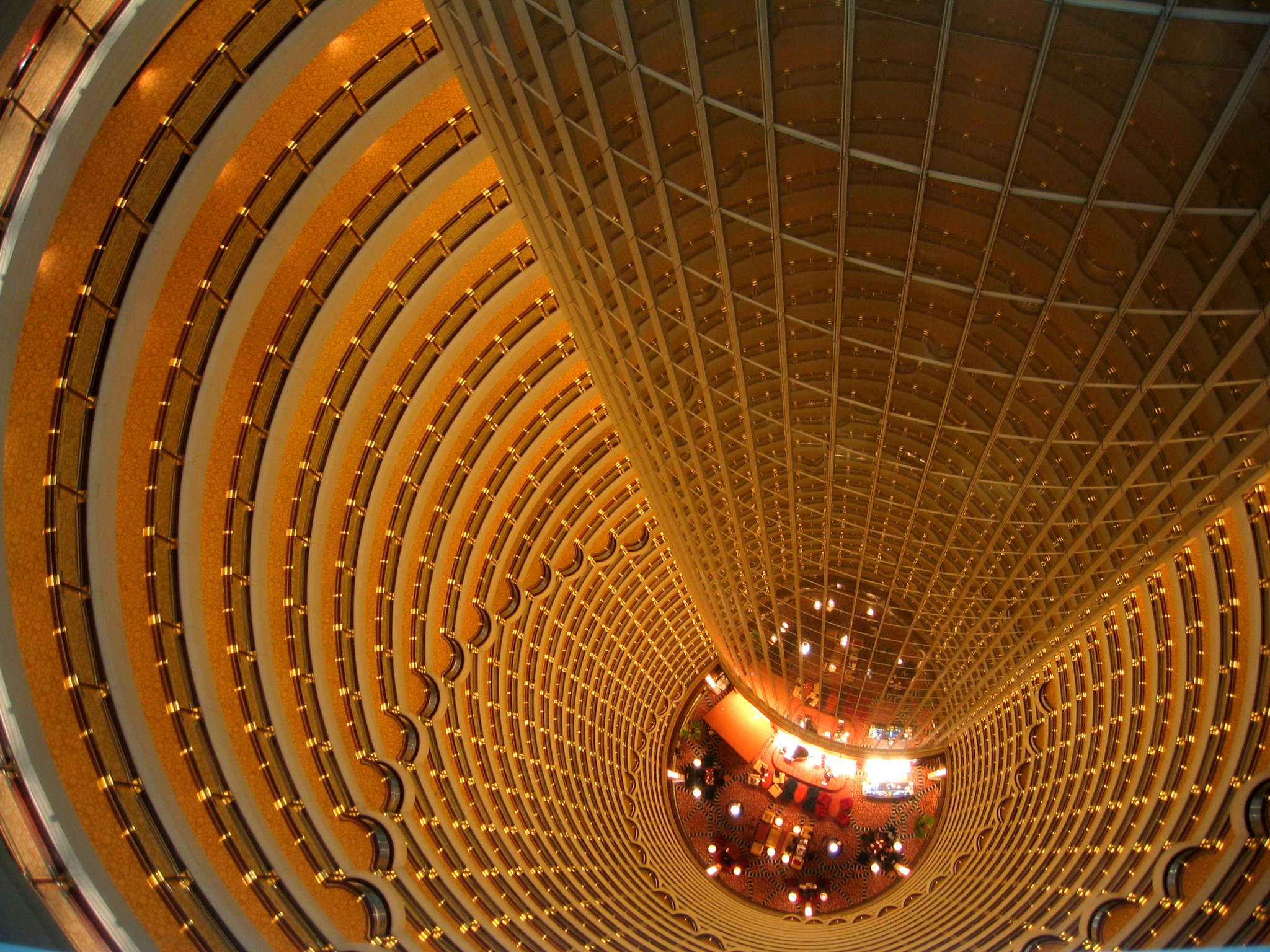

## 入駐公司列表
- 三井住友信託銀行（50樓）
- 富而德律師事務所（49樓）
- 法國興業銀行（4801室）
- 上海艾实莫投资管理咨询有限公司（47樓）
- 大垣共立银行（4406A室）
- 上海世茂营销策划有限公司（4406室）
- 怡安集團（41-42樓）
- 埃仑（上海）投资咨询有限公司（3905室）
- 上海浩富浩信企业咨询有限公司（3903室）
- 德累斯頓銀行（39樓部分）
- 今之本投资咨询（上海）有限公司（3808室）
- WSGR律師事務所（英语：Wilson Sonsini Goodrich & Rosati）（38樓部分）
- 康柏（中国）投资有限公司（37樓）
- 海尔纽约人寿保险有限公司（海爾電器-紐約人壽合營公司）（3601室）
- 遠東宏信業務運作中心（3502室）
- 華泰保險（35樓部分）
- 雷格斯分租辦公空間（31樓）
  - 倫敦證券交易所上海辦事處（3127室）
- 華美銀行（30樓）
- 加拿大豐業銀行（2904室）
- 元達律師事務所（英语：McDermott Will & Emery）（28樓）
- 廣東雪松控股集團（26樓）
- 上海绿庭投资控股集团股份有限公司（2501室）
- 意大利裕信銀行（2401室）
- 法合联合律师事务所（2308室）
- 虹桥律师事务所（2307室）
- 贝恩投资顾问中国有限公司（2306室）
- 北京市天元律师事务所（2305室）
- 安利科技（上海）有限公司（2303室）
- 汇衡律师事务所（2302室）
- Ashurst律師事務所（英语：Ashurst LLP）（2301室）
- 中正英帛投資管理（21樓）
- 美信银行（2006室）
- 金誠同達律師事務所（18樓）
- 上海傲兴国际船舶管理有限公司（1706室）
- 大連銀行（1704室）
- 博礼祈律师事务所（1606室）
- 貝克·麥堅時律師事務所（1601室）
- Fragomen律師事務所（英语：Fragomen, Del Rey, Bernsen & Loewy）（1408室）
- 開泰銀行（1402室）
- 西班牙駐上海總領事館（1201室）
- 通用汽車（10-11樓）
- 金茂集團（8樓）
- 金茂錦江汽車服務（金茂集團子公司）（703室）
- 中意人壽（702室）
- 上海金茂物业管理有限公司（7樓部分）
- 中宏人壽保險（發展商母公司中化集團與宏利金融合營保險公司）（6樓）
- 伊藤忠商事（4樓）